# Heinrich Eckstein
Heinrich Eckstein (* 19. Mai 1907 in Autenhausen, Oberfranken; † 6. August 1992 in Aschaffenburg, Unterfranken) war ein deutscher Landwirt, Politiker (CDU) und Unternehmer.

## Leben und Beruf
Der Sohn eines Gast- und Landwirts absolvierte nach dem Schulbesuch eine landwirtschaftliche Ausbildung, um den elterlichen Betrieb zu übernehmen, wozu es aber nie kam. Er ging auf die Fachschule und besuchte Ergänzungslehrgänge. Im Anschluss daran vollzog er eine praktische Ausbildung in der Landwirtschaft. Dabei arbeitete er auf Höfen in Sachsen-Anhalt, Pommern und am Niederrhein, bis er schließlich Mitte der 1930er Jahre ins Emsland nach Altenlingen kam und dort in die Dienste von Emanuel von Galen auf Gut Beversundern trat. Dort heiratete er eine Bauerntochter. 1940 wurde er Verwalter des Gutes Holsterfeld, damals zur Gemeinde Holsten, heute zur Gemeinde Salzbergen gehörend. Dort betätigte er sich außerdem als selbständiger Kaufmann. Auf dem Gut führte er die neuesten Methoden und Maschinen ein, als bekennender Katholik gewährte er einem polnischen Zwangsarbeiter, der eine Liaison mit einer Einheimischen hatte, Unterschlupf und versorgte ihn mit Lebensmitteln, ebenso nahm er nach dem Kriegsende viele Flüchtlinge auf. Auch finanziell unterstützte er Kirchengemeinden im Umfeld.
Im Jahr 1963 gründete er in Aschaffenburg die Union Tank Eckstein GmbH & Co. KG und wurde als Unternehmer erfolgreich.

## Abgeordneter
Im Oktober 1945 gehörte Eckstein zu den Initiatoren und im Dezember zu den Mitbegründern der CDU im Landkreis Lingen, wo die Zentrumspartei weiterhin stark verankert war und sich auf die ländlichen sozialen Unterschichten stützte. Er war bald nach Kriegsende bereits Mitglied des Rates der Gemeinde Holsten geworden und gehörte von 1946 bis 1948 dem Lingener Kreistag an. Ebenso gehörte er landwirtschaftlichen Organisationen an führender Stelle an. Er wurde 1949 und 1953 im Wahlkreis Bersenbrück–Lingen für die CDU direkt in den Bundestag gewählt. Als Bundestagsabgeordneter war Eckstein wesentlich am Zustandekommen des Emslandplans beteiligt. Er stellte am 21. März 1950 einen Antrag zur Förderung des Emslandes, den 20 weitere CDU-Abgeordnete mit unterzeichneten. Am 5. Mai 1950 stimmte der Bundestag einstimmig dem Antrag Ecksteins zur „Erschließung der Ödländereien des Emslandes“ zu. Aufgrund seiner Abgeordnetentätigkeit verlegte Eckstein seinen Wohnsitz nach Lohmar in die Nähe von Bonn. Im Emsland wie in seiner Partei setzte sich Eckstein stets für ein enges Zusammengehen und eine Einigung mit der Zentrumspartei ein. Eckstein war während seiner Zeit als Parlamentarier im Haushaltsausschuss des Deutschen Bundestages tätig. Ihm gelang es, gegen den Widerstand des Bundesarbeitsministers Anton Storch (CDU) den Bau der Erdöl-Raffinerie Emsland in Holthausen durchzusetzen.
1957 verzichtete er auf eine Wiederwahl, um sich eine finanziell sichere Zukunft zu erarbeiten.